# Contres, Loir-et-Cher
Contres je naselje in občina v osrednjem francoskem departmaju Loir-et-Cher regije Center. Leta 2009 je naselje imelo 3.413 prebivalcev.

## Geografija
Kraj leži v pokrajini Orléanais ob reki Bièvre, 22 km južno od Bloisa.

## Uprava
Contres je sedež istoimenskega kantona, v katerega so poleg njegove vključene še občine Candé-sur-Beuvron, Cheverny, Chitenay, Cormeray, Cour-Cheverny, Feings, Fougères-sur-Bièvre, Fresnes, Monthou-sur-Bièvre, Les Montils, Oisly, Ouchamps, Sambin, Sassay, Seur in Valaire z 19.812 prebivalci (v letu 2010).
Kanton Contres je sestavni del okrožja Blois.

## Zanimivosti
- cerkev sv. Kira in Julite;